# Раван (Сибињ)
Раван (хрв. Ravan) је насељено место у општини Сибињ, Бродско-посавска жупанија, Хрватска.

## Историја
До територијалне реорганизације у Хрватској био је у саставу старе општине Славонски Брод.

## Становништво
У попису становништва из 2011. године, Раван је имао 161 становника.
| Број становника према пописима | Број становника према пописима | Број становника према пописима | Број становника према пописима | Број становника према пописима | Број становника према пописима | Број становника према пописима | Број становника према пописима | Број становника према пописима | Број становника према пописима | Број становника према пописима | Број становника према пописима | Број становника према пописима | Број становника према пописима | Број становника према пописима | Број становника према пописима |
| ------------------------------ | ------------------------------ | ------------------------------ | ------------------------------ | ------------------------------ | ------------------------------ | ------------------------------ | ------------------------------ | ------------------------------ | ------------------------------ | ------------------------------ | ------------------------------ | ------------------------------ | ------------------------------ | ------------------------------ | ------------------------------ |
| 1857                           | 1869                           | 1880                           | 1890                           | 1900                           | 1910                           | 1921                           | 1931                           | 1948                           | 1953                           | 1961                           | 1971                           | 1981                           | 1991                           | 2001                           | 2011                           |
| 120                            | 121                            | 104                            | 114                            | 122                            | 175                            | 172                            | 194                            | 221                            | 221                            | 211                            | 192                            | 173                            | 170                            | 185                            | 161                            |

Напомена : Подаци за 1869. и 1880. те од 1910. до 1931. процењене су према укупном броју становника за некадашње насеље Одворци (Бродски Ступник). До 1931. исказивано за део насеља, а од 1948. као насеље.